# Arado Ar 65
L'Arado Ar 65 est un avion de chasse allemand de l'entre-deux-guerres. Premier chasseur moderne de la Luftwaffe, il n’eut pas la carrière enlevée de son contemporain Heinkel He 51 mais était encore présent sur le front de l’Est en 1941 comme remorqueur de planeurs.

## Versions
- Arado Ar 65a : Prototype dérivé de l’Ar 64b, ce sesquiplan équipé d’un moteur 12 cylindres en V BMW VI 7.3 de 750 ch avait une structure entièrement métallique et un revêtement entoilé. Il fit son premier vol en 1931 [D-2218, W/nr 71] et après essais à l’E-Stelle de Staaken, puis à Travemünde en novembre 1932, gagnera Lipetsk où il fut, avec l'Ar 65b, le dernier prototype allemand expérimenté. Les performances de ce monoplace furent jugées insuffisantes.

- Arado Ar 65b : Second prototype, équipé d’un moteur de 640 ch. Immatriculé [D-IGIL, W/nr 77], il effectua comme l’Ar 65a ses premiers essais à Staaken en 1931 avant de gagner Travemünde et enfin Lipetsk pour évaluation opérationnelle.

- Arado Ar 65c : Nouveau prototype, non achevé.

- Arado Ar 65D : Dernier prototype, apparu en 1933, qui se distinguait par un moteur centré plus bas, un fuselage arrière allongé et des mats d’entreplan renforcés. Le moteur était à nouveau le 12 cylindres en V BMW VI 7.3, qui développait 500 ch en régime continu et 750 ch au décollage, puissante limitée à une minute. Le poids total en charge passait de 1 830 kg à 1 920 kg, mais les performances et la maniabilité étaient améliorées. L’armement comprenait 2 mitrailleuses de capot MG 17 de 7,92 mm (500 coups) et un magasin vertical dans le fuselage permettait l’emport de 10 bombes de 10 kg. 10 exemplaires de série furent construits (W/Nr 89 à 98).

- Arado Ar 65E : Version de série, dont 12 exemplaires seulement sortirent d’usine en 1934, ce qui obligea la Luftwaffe à commander des Fiat CR.30 (en) pour compléter l’équipement des Reklamestaffeln de Königsberg, Berlin et Nuremberg.

- Arado Ar 65F : Évolution du précédent, qui gagnait encore 40 kg mais disposait d’un équipement de bord très amélioré. Ces appareils prirent en 1935 la relève des Ar 65E et Fiat CR.30 (en) dans les escadrilles de chasse des Groupes Aériens stationnés à Döberitz et Damm. Ils furent remplacés dans la même année par des Heinkel He 51. 110 exemplaires construits (W/nr 316/347, 606/653, 871/900) par Arado Flugzeugwerke et 36 par la firme A.G.O.

- Arado Ar 65G : 24 appareils à moteur BMW VI 7.3Z produits par la firme Erla.

## Utilisation
- Allemagne : Livrés à la Luftwaffe jusque fin 1936, ce chasseur assez médiocre permit pourtant la constitution des fameuses escadrilles publicitaires (Reklamestaffeln) derrière lesquelles se cachaient les premières escadrilles de chasse allemandes. Sous prétexte de publicité ou de propagande, ces avions arborant le nouveau symbole de l’Allemagne sillonnèrent le ciel des villes allemandes avant de constituer les premiers éléments du célèbre groupe de chasse JG 132 Richthofen, devenu par la suite le JG 2.

Remplacés en première ligne par les He 51, ils furent ensuite transférés aux écoles pour l’entraînement avancé. En 1941 quelques exemplaires reprirent du service en première ligne sur le front de l’Est : Équipés de réservoirs supplémentaires sous les ailes supérieures et d’un crochet de remorquage, ils furent employés au remorquage de planeurs de charge DFS 230 aux côtés de Avia B.534 et Gloster Gladiator capturés.
- Bulgarie : 12 Ar 65 furent cédés à la Bulgarie en 1937.

### Développement lié
- Arado Ar 64

### Aéronefs comparables
- Heinkel He 43 (en)